# يونيون دي سانتا في
يونيوي دي سانتا في (بالإسبانية: Unión de Santa Fe)‏ أو اختصارًا يونيون، هو نادي كرة قدم أرجنتيني وهو نادي أساسي في الأرجنتين تأسس في سنة 1907.